# Tenneville
Tenneville (Waals: Tiniveye) is een plaats en gemeente in de Belgische provincie Luxemburg. De gemeente telt ruim 2500 inwoners. Door de gemeente stroomt de Ourthe.

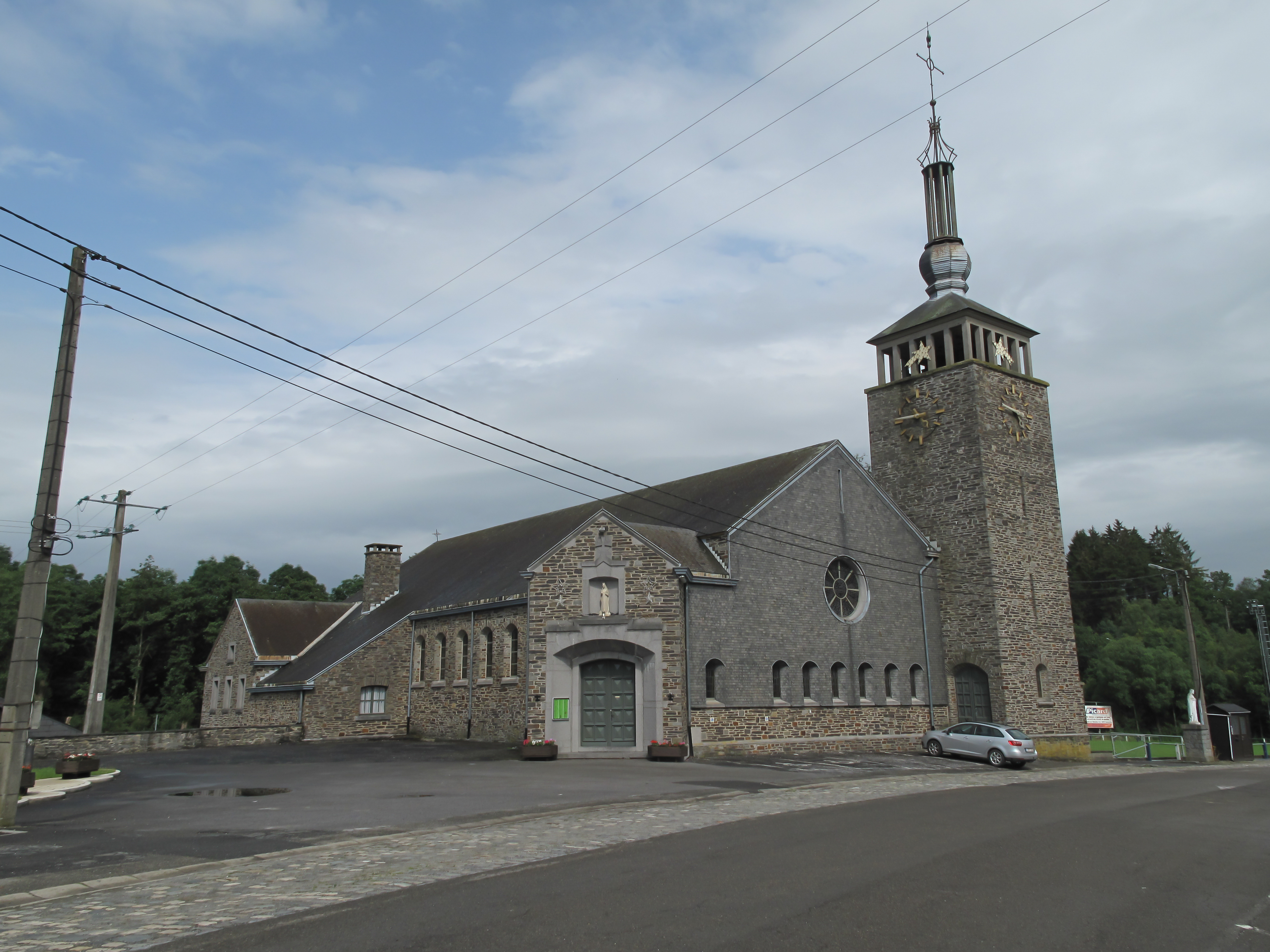
Église Notre-Dame de Beauraing

## Kernen

### Deelgemeenten
| # | Naam       | Opp. (km²) | Inwoners (2020) | Inwoners per km² | NIS-code |
| - | ---------- | ---------- | --------------- | ---------------- | -------- |
| 1 | Tenneville | 45,06      | 1.294           | 29               | 83049A   |
| 2 | Champlon   | 23,48      | 1.130           | 48               | 83049B   |
| 3 | Erneuville | 23,41      | 424             | 18               | 83049C   |

### Overige kernen
Er liggen nog verschillende dorpjes en gehuchten verspreid over de gemeente. In Erneuville liggen onder meer de gehuchtjes Cens, Tresfontaines, Wembay en Beaulieu. Ten noorden van Champlon ligt het gehucht Journal. In Tenneville liggen onder meer de gehuchten Ramont, Ortheuville en Laneuville-au-Bois.

## Demografische evolutie

### Demografische evolutie voor de fusie
- Bronnen:NIS, Opm:1831 tot en met 1970=volkstellingen, 1976= inwoneraantal op 31 december

### Demografische evolutie van de fusiegemeente
Alle historische gegevens hebben betrekking op de huidige gemeente, inclusief deelgemeenten, zoals ontstaan na de fusie van 1 januari 1977.
- Bronnen:NIS, Opm:1831 tot en met 1981=volkstellingen; 1990 en later= inwonertal op 1 januari

| Inwoners van jaar tot jaar op 1 januari 1992 tot heden | Inwoners van jaar tot jaar op 1 januari 1992 tot heden | Inwoners van jaar tot jaar op 1 januari 1992 tot heden |
| jaar                                                   | Aantal                                                 | Evolutie: 1992=index 100                               |
| ------------------------------------------------------ | ------------------------------------------------------ | ------------------------------------------------------ |
| 1992                                                   | 2.331                                                  | 100,0                                                  |
| 1993                                                   | 2.378                                                  | 102,0                                                  |
| 1994                                                   | 2.416                                                  | 103,6                                                  |
| 1995                                                   | 2.381                                                  | 102,1                                                  |
| 1996                                                   | 2.408                                                  | 103,3                                                  |
| 1997                                                   | 2.426                                                  | 104,1                                                  |
| 1998                                                   | 2.397                                                  | 102,8                                                  |
| 1999                                                   | 2.436                                                  | 104,5                                                  |
| 2000                                                   | 2.449                                                  | 105,1                                                  |
| 2001                                                   | 2.482                                                  | 106,5                                                  |
| 2002                                                   | 2.499                                                  | 107,2                                                  |
| 2003                                                   | 2.503                                                  | 107,4                                                  |
| 2004                                                   | 2.513                                                  | 107,8                                                  |
| 2005                                                   | 2.533                                                  | 108,7                                                  |
| 2006                                                   | 2.561                                                  | 109,9                                                  |
| 2007                                                   | 2.561                                                  | 109,9                                                  |
| 2008                                                   | 2.610                                                  | 112,0                                                  |
| 2009                                                   | 2.618                                                  | 112,3                                                  |
| 2010                                                   | 2.641                                                  | 113,3                                                  |
| 2011                                                   | 2.690                                                  | 115,4                                                  |
| 2012                                                   | 2.697                                                  | 115,7                                                  |
| 2013                                                   | 2.771                                                  | 118,9                                                  |
| 2014                                                   | 2.770                                                  | 118,8                                                  |
| 2015                                                   | 2.804                                                  | 120,3                                                  |
| 2016                                                   | 2.789                                                  | 119,6                                                  |
| 2017                                                   | 2.805                                                  | 120,3                                                  |
| 2018                                                   | 2.842                                                  | 121,9                                                  |
| 2019                                                   | 2.832                                                  | 121,5                                                  |
| 2020                                                   | 2.848                                                  | 122,2                                                  |
| 2021                                                   | 2.890                                                  | 124,0                                                  |
| 2022                                                   | 2.884                                                  | 123,7                                                  |
| 2023                                                   | 2.882                                                  | 123,6                                                  |
| 2024                                                   | 2.881                                                  | 123,6                                                  |
| 2025                                                   | 2.876                                                  | 123,4                                                  |

## Geschiedenis
De Ferrariskaart uit de jaren 1770 toont de plaats als het dorpje Tenneville, met net ten westen de gehuchten Haute Ramont en Basse Ramont. Op het eind van het ancien régime werd Tenneville een gemeente. In 1823 werden de buurgemeenten Ortheuville en Laneuville-au-Bois opgeheven en bij Tenneville gevoegd.
Bij de gemeentelijke fusies van 1977 werden Champlon en Erneuville deelgemeente van Tenneville.

## Bezienswaardigheden
- De Église Notre-Dame de Beauraing dateert uit 1957
- De toren van de vroegere parochiekerk, de Église Sainte-Gertrude uit 1682, is als monument beschermd.

## Politiek

### Resultaten gemeenteraadsverkiezingen sinds 1976
| Partij                                               | 10-10-1976 | 10-10-1976 | 10-10-1982 | 10-10-1982 | 9-10-1988 | 9-10-1988 | 9-10-1994 | 9-10-1994 | 8-10-2000 | 8-10-2000 | 8-10-2006 | 8-10-2006 | 14-10-2012 | 14-10-2012 | 14-10-2018 | 14-10-2018 | 13-10-2024 | 13-10-2024 |
| Stemmen / Zetels                                     | %          | 9          | %          | 11         | %         | 11        | %         | 11        | %         | 11        | %         | 11        | %          | 11         | %          | 11         | %          | 11         |
| ---------------------------------------------------- | ---------- | ---------- | ---------- | ---------- | --------- | --------- | --------- | --------- | --------- | --------- | --------- | --------- | ---------- | ---------- | ---------- | ---------- | ---------- | ---------- |
| CN                                                   | 19,08      | 1          | -          |            | -         |           | -         |           | -         |           | -         |           | -          |            | -          |            | -          |            |
| UR                                                   | -          |            | 4,65       | 0          | -         |           | -         |           | -         |           | -         |           | -          |            | -          |            | -          |            |
| RR1 / EC2 / IC3 / IC 20064/ IC-Liste du Bourgmestre5 | 40,641     | 4          | 49,512     | 6          | 61,973    | 8         | 67,913    | 8         | 53,773    | 6         | 55,974    | 6         | 58,225     | 7          | 56,433     | 6          | 61,695     | 7          |
| URC                                                  | -          |            | -          |            | 7,45      | 0         | -         |           | -         |           | -         |           | -          |            | -          |            | -          |            |
| UC1 / BGS2 / VA3 / AVEC4 / Avec Vous5 / Osez O.C.6   | 40,281     | 4          | 45,832     | 5          | 30,592    | 3         | 32,093    | 3         | 44,644    | 5         | 44,034    | 5         | 41,785     | 4          | 43,576     | 5          | 38,316     | 4          |
| JMCIC                                                | -          |            | -          |            | -         |           | -         |           | 1,59      | 0         | -         |           | -          |            | -          |            | -          |            |
| Totaal stemmen                                       | 1429       | 1429       | 1464       | 1464       | 1534      | 1534      | 1624      | 1624      | 1754      | 1754      | 1894      | 1894      | 1979       | 1979       | 2057       | 2057       | 2080       | 2080       |
| Opkomst %                                            |            |            |            |            | 96,12     | 96,12     | 96,55     | 96,55     | 95,69     | 95,69     | 96,68     | 96,68     | 94,92      | 94,92      | 94,62      | 94,62      | 94,29      | 94,29      |
| Blanco en ongeldig %                                 | 0,98       | 0,98       | 1,64       | 1,64       | 1,96      | 1,96      | 2,34      | 2,34      | 3,19      | 3,19      | 3,12      | 3,12      | 3,49       | 3,49       | 5,15       | 5,15       | 4,38       | 4,38       |

### Burgemeesters
- 1986-2018: Marc Gauthier
- 2019-heden: Nicolas Charlier

## Verkeer en vervoer
De gemeente wordt doorsneden door de N4, de expresweg van Namen naar Bastenaken.

## Bekende inwoners
- Jean-Marc Renard (1956-2008), Belgisch bokser.

## Trivia
Onze-Lieve-Vrouw is de patroonheilige van Tenneville.